# 假荆芥属苷
假荆芥属苷（英語：Nepitrin）是一种黄酮类化合物，分子式C22H22O12，具有抗炎作用。该化合物还具有退烧和弱镇痛活性。该化合物可从迷迭香、Inula britannica等植物中发现。